# Ağdaş (raion)
Pour la ville, voir Ağdaş.
Ağdaş est l'une des 78 subdivisions de l'Azerbaïdjan. Sa capitale se nomme Ağdaş. Elle est peuplée par 106 700 habitants en 2016. Le rayon d'Agdach se compose de la résidence de Leki et de 72 villages.

## Histoire
La ville d'Agdach a été établie au XVIe siècle situé à Erech sur la route de la soie.

## Géographie
Agdach  a un emplacement économique et géographique favorable. La rivière Turyan et le fleuve Koura le long de la frontière sud-ouest traversent le territoire du rayon. Le canal supérieur de Chirvan traverse également la région d'Agdach. Cette zone est entourée de forêts de Tugay le long de la rive de la Koura et de la réserve d'État de Turyantchay au nord.

### Climat
La ville située à un endroit géographique pratique ayant des conditions météorologiques propices telles que le climat subtropical doux et sec. La rivière Turiantchay, le fleuve Koura et le canal de Chirvan traversent le territoire

## Personnes célèbres
- Issayev  Khazar - champion du monde de lutte libre (1986), médaillé d'argent du Championnat du monde 1987.
- Gassimov Tofik Masim oglou - ancien ministre des affaires étrangères de l'Azerbaïdjan (1992-1993).
- Aliyev Gabil - artiste du peuple de l'Azerbaïdjan.
- Heydarov  Arif Nazar oglou - ancien ministre de l'Intérieur de la RSS d'Azerbaïdjan (1970-1978).
- Nabiyev  Bekir Ahmed oglou - Académicien.
- Fikrat Godja -   un poète et écrivain azerbaïdjanais.
- Cheikhzadeh Maksoud - poète et traducteur ouzbek.
- Safarov Faris Medjid oglou - Héros de l'Union Soviétique[4].

## Économie
L'économie de base de la région est l'agriculture. L'élevage de vers à soie est considéré comme l'un des champs anciens et traditionnels de la région. La culture du coton a commencé à évoluer depuis le XIXe siècle. La région a un potentiel de production de 20 à 25 tonnes de coton. De plus, ces dernières années, il est devenu prioritaire de développer la riziculture dans les sites de salinité extrême,,. La région gère des établissements d'enseignement, de santé, sociaux, récréatifs et de restauration collective. L'industrie est relativement développée dans le rayon. Le principal secteur industriel du rayon est la transformation. « Leki Ginning Factory » produit du coton brut sans pépins qui fournit 75 à 85% de toute la production industrielle régionale. En plus de cela, la région possède une industrie textile et textile développée (Usine Métallique de Khosrov, Usine Industrielle d'Agdach), l'industrie alimentaire (Usine de Pain d’Agdach) et la production de matériaux de construction .

## Structure  administrative

### Villes
Ağdach est une ville et la capitale du raion du même nom en Azerbaïdjan.

### Municipalités
Il y a 26 municipalités dans le rayon:
- Municipalité de la ville d'Agdach (ville d'Agdach)
- Municipalité rurale de Kukel (village arabe, village de Gyuchun, village de Kukel)
- Municipalité rurale d'Aralo-Khosrovsky (premier village d'Aral, village d'Aral II, village de Sadavat, village de Khosrov)
- Municipalité rurale de Chamsabad (village Karagan de Saatly, village de Tofiki, village de Chamsabad, village d'Emirmahmoud)
- Municipalité rurale de Youkhary-Kasilsky
- Municipalité rurale Gulbendinsky
- Municipalité rurale Dahnahalilsky
- La municipalité rurale de Kolgatinsky
- Municipalité rurale de Kochakovo
- Municipalité rurale de Pirkeki
- Municipalité rurale d'Achagi-Zeynadinsky
- Municipalité rurale de Mouralsky
- La municipalité rurale de Neimetabad-Gariblin
- Municipalité rurale de Kobuustinsky
- Municipalité rurale de Karadagli
- Municipalité rurale de Kyurdzhuinsky
- Municipalité rurale de Jardam-Kotanarh (village de Jardam, village de Kotanarh, village de Nehrakhalil)
- Municipalité de Laky (ville de Laky)
- Municipalité rurale de Guvekend (village d'Amirarkh, village de Binalar, village de Guvekend, village de Davoudlu)
- Municipalité rurale de Yeniginsky (village d'Enidzha)
- Municipalité rurale d'Orta-Laky (village d'Orta Laky, village de Yukhary Laky)
- Municipalité rurale d'Achagy-Laky (village d'Achagy Laky, village de Gapytli, village d'Ovtchuolou)
- Municipalité rurale d'Abad (village d'Abad)
- Municipalité rurale d'Eimursky (village d'Agdzhakagh, village d'Arabsheki, village de Karadein, village d'Amur)
- La municipalité rurale de Pyrazinsky (village d'Agzybir, village de Karaoglan, village de Piraza)
- Municipalité rurale de Kotavan (village de Kotavan, village de Khynahli)[8]

## Population
La population d’Agdach est de  93.100, les Azeris font la population de base (98%) de la région Agdach et de la population de base de la ville Agdach. D'autres groupes ethniques tels que les Lezghins, les Kurdes et les Tats constituent les 2% restants de la population d'Agdach. La densité moyenne de la population dans la ville est de 91 personnes par km2.

## Galerie

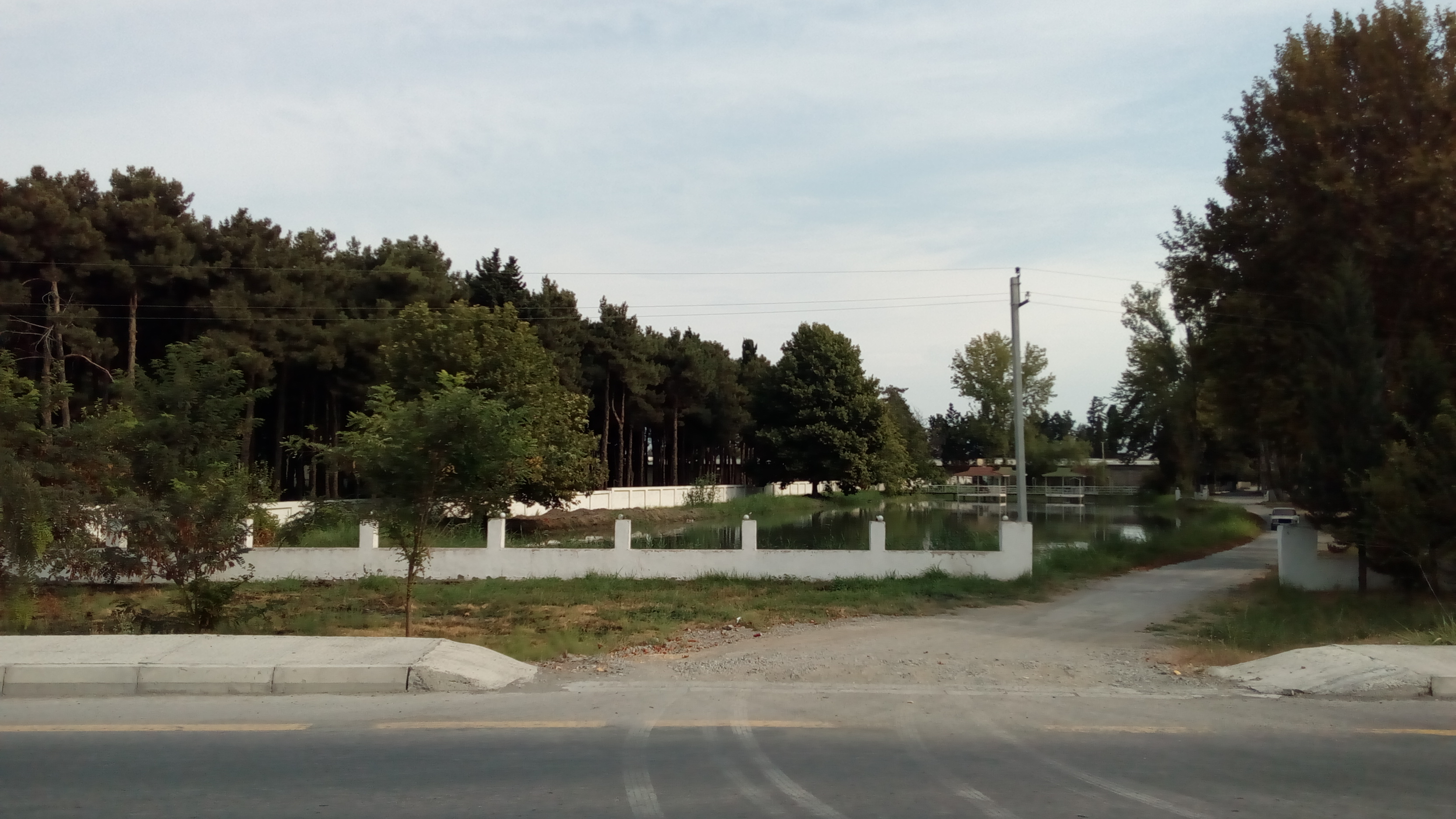
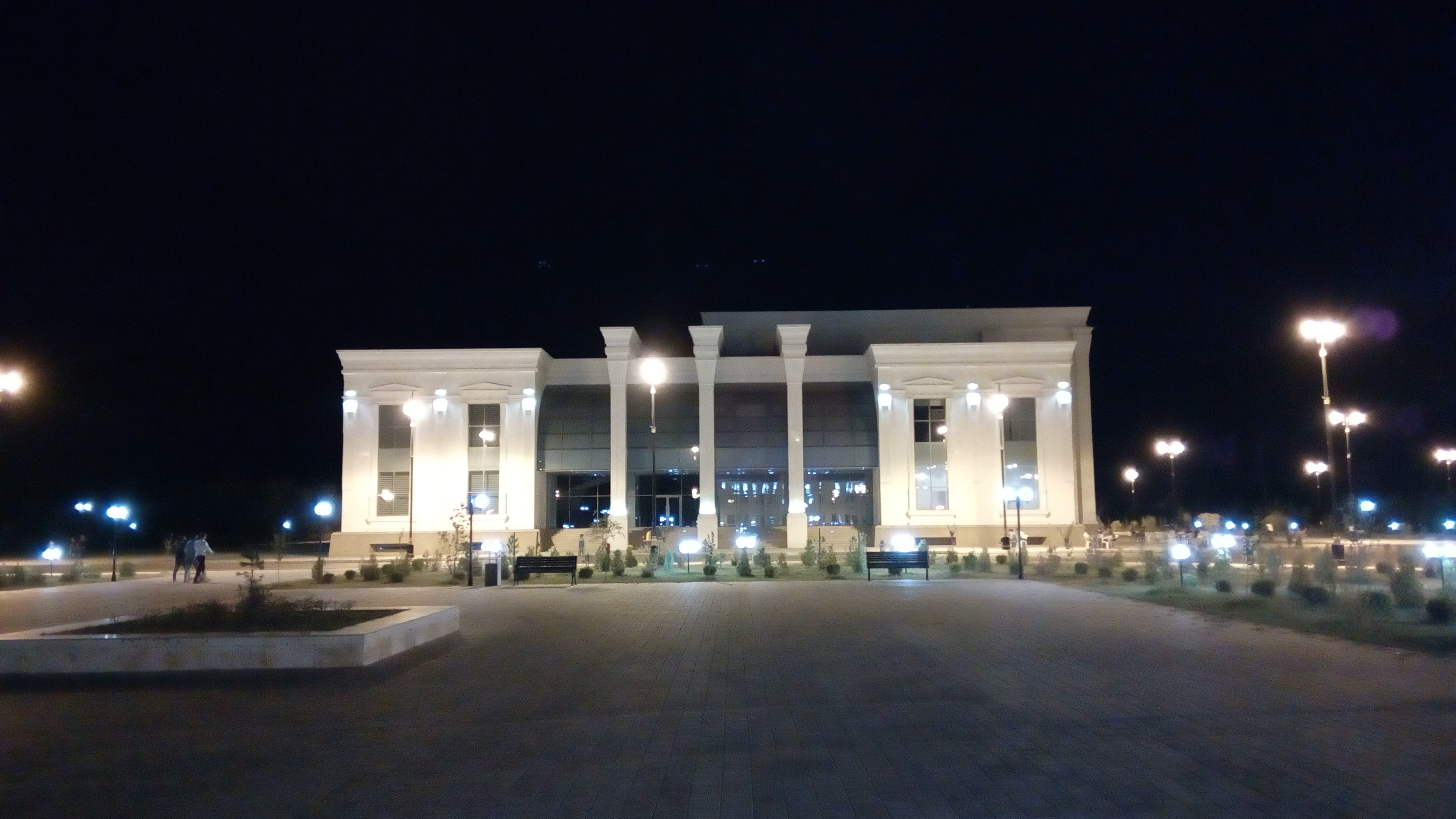
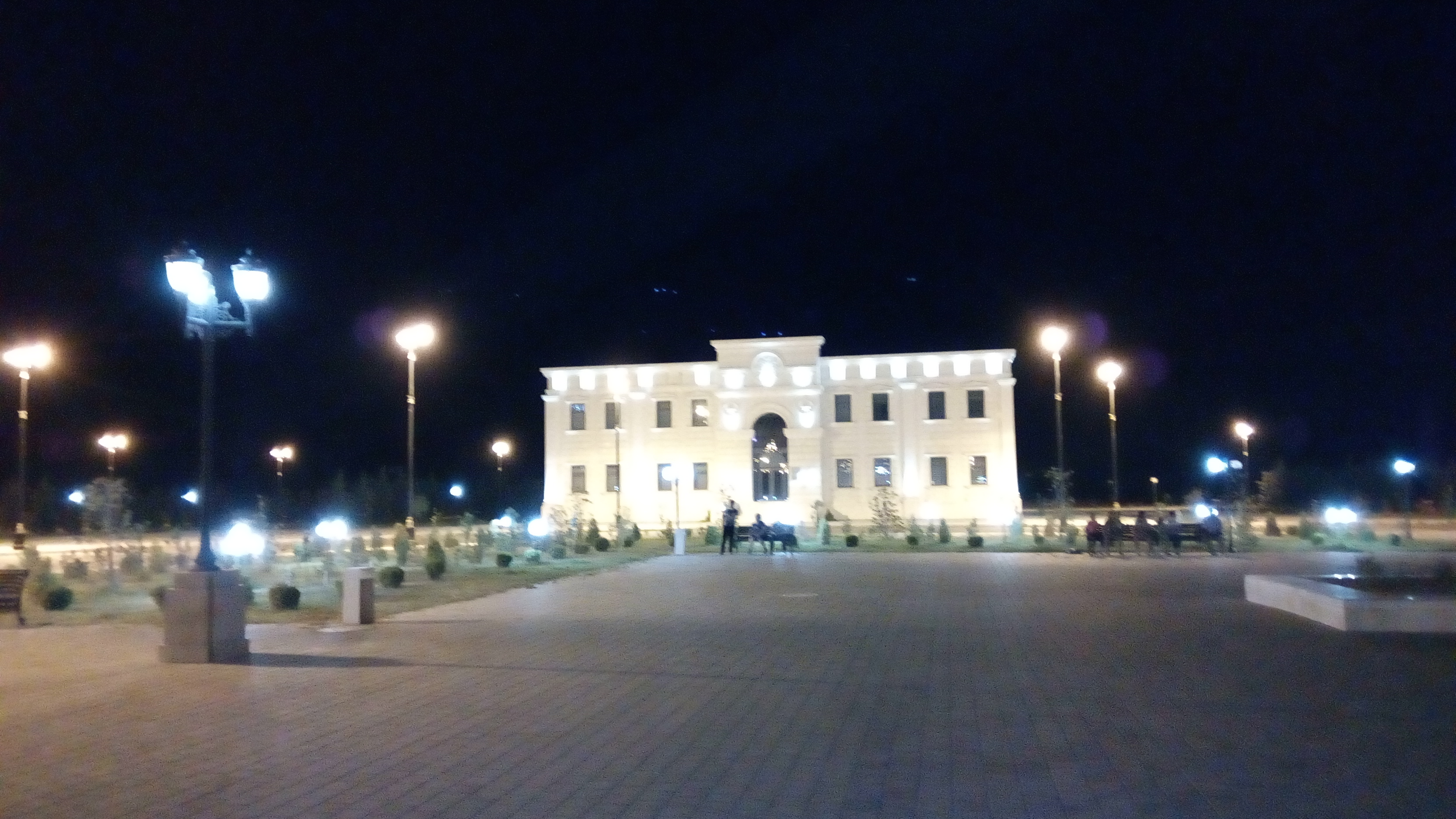
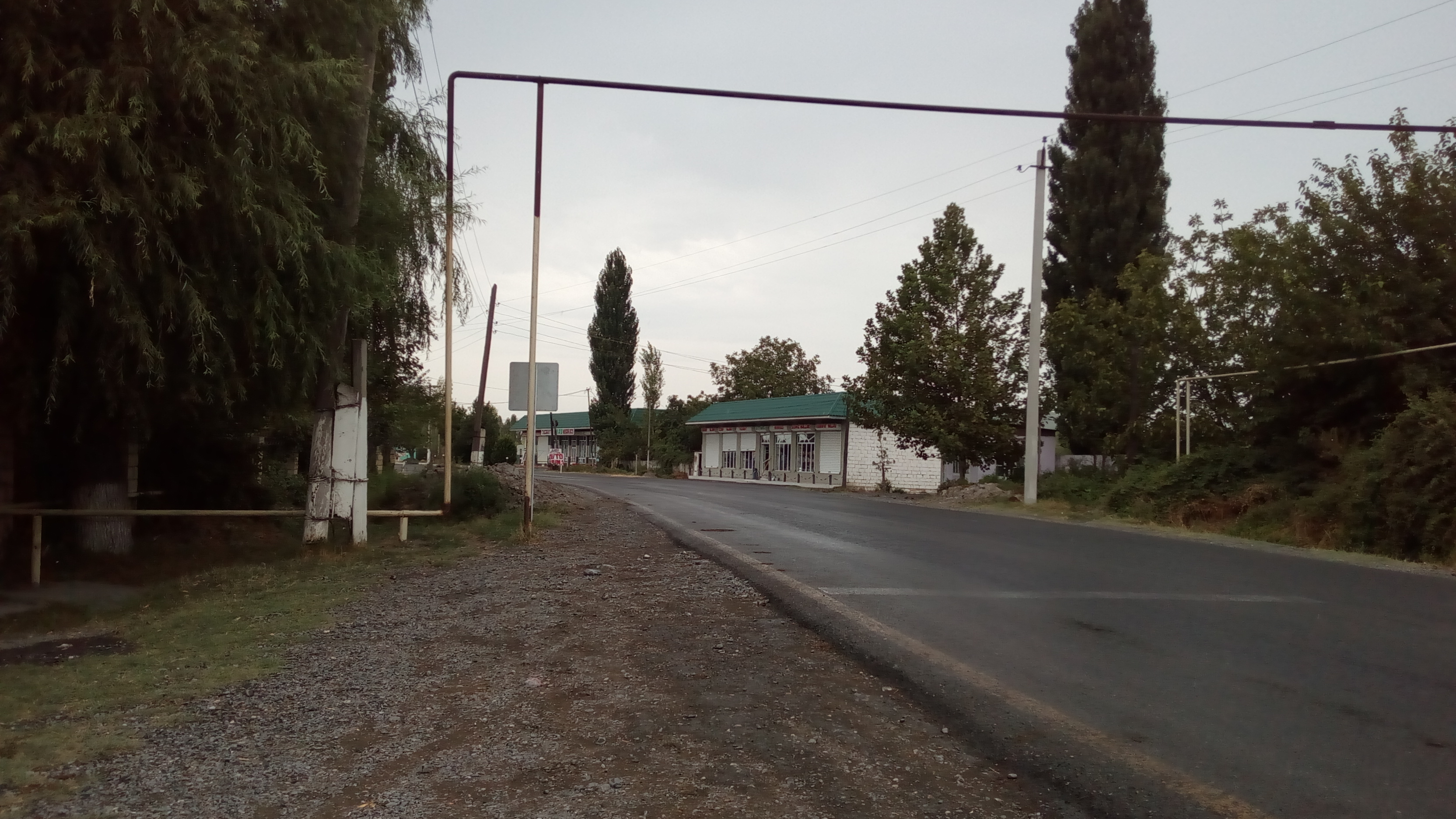
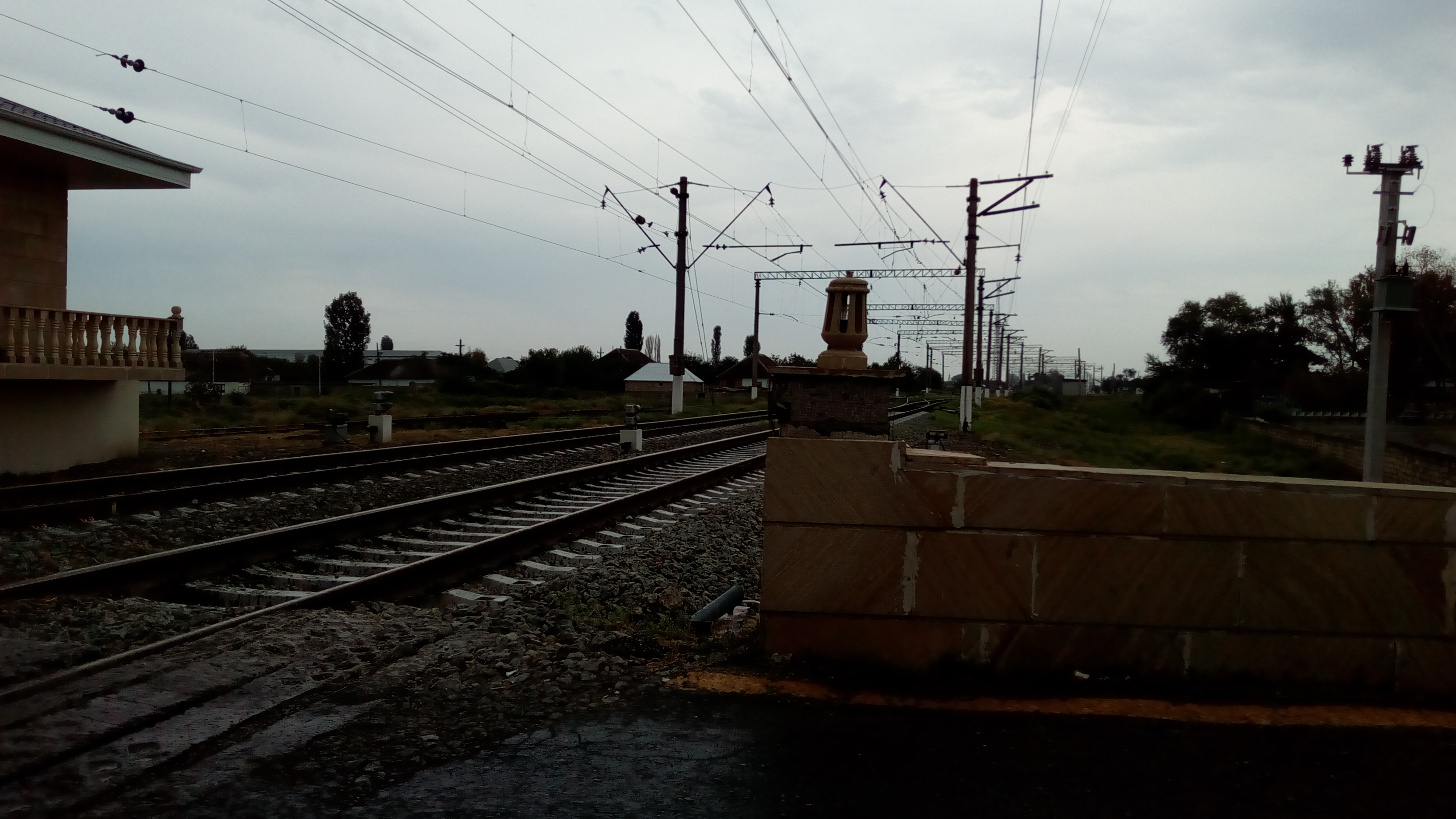
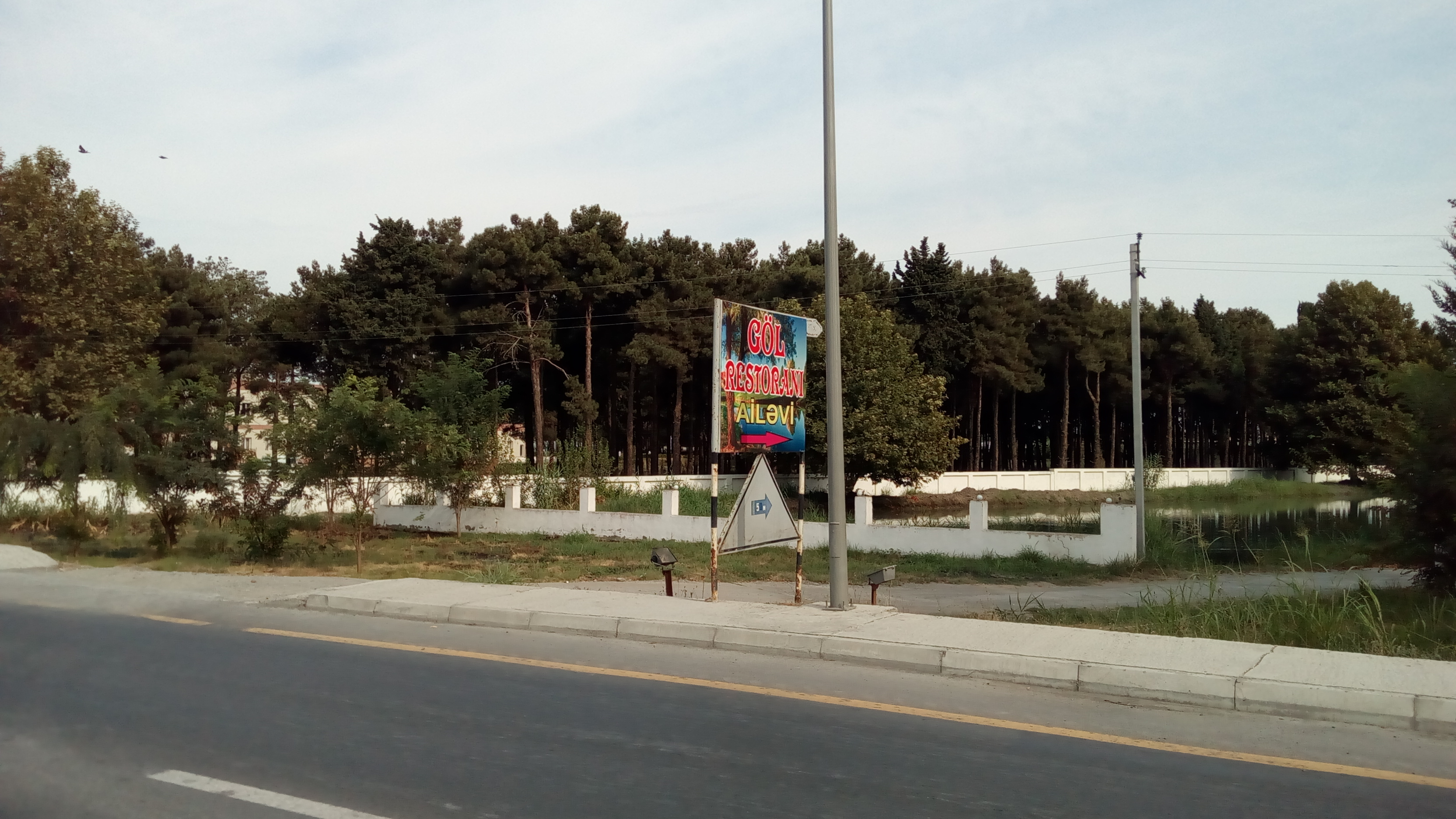